# Balša Sekulić
Balša Sekulić (10 de junio de 1998) es un futbolista montenegrino que juega en la demarcación de delantero para el FK Budućnost Podgorica de la Primera División de Montenegro.

## Selección nacional
Tras jugar en varias categorías inferiores de la selección, finalmente hizo su debut con la selección de fútbol de Montenegro en un partido de la Liga de Naciones de la UEFA 2022-23 contra Finlandia que finalizó con un resultado de 2-0 tras un doblete de Joel Pohjanpalo.

## Clubes
| Club                   | País          | Año       | Partidos | Goles |
| ---------------------- | ------------- | --------- | -------- | ----- |
| FK Cetinje             | Montenegro    | 2017      | 7        | 0     |
| FK Budućnost Podgorica | Montenegro    | 2017-2019 | 39       | 4     |
| OFK Titograd           | Montenegro    | 2019      | 13       | 2     |
| FK Podgorica           | Montenegro    | 2019-2021 | 58       | 7     |
| FK Iskra Danilovgrad   | Montenegro    | 2021-2022 | 34       | 13    |
| Gangwon FC             | Corea del Sur | 2022-2023 | 18       | 2     |
| FK Budućnost Podgorica | Montenegro    | 2023-     | 10       | 5     |